# Gerbillus
Gerbillus es un género de roedores miomorfos de la familia Muridae conocidos vulgarmente como jerbillos o ratas del desierto. Se encuentran en África y en Asia meridional hasta la India.

## Taxonomía
Se reconocen las siguientes especies:
- - Gerbillus burtoni F. Cuvier, 1838
  - Gerbillus mauritaniae (Heim de Balsac, 1943)
- Subgénero Gerbillus
  - Gerbillus acticola Thomas, 1918
  - Gerbillus agag Thomas, 1903
  - Gerbillus andersoni de Winton, 1902
  - Gerbillus aquilus Schlitter & Setzer, 1972
  - Gerbillus cheesmani Thomas, 1919
  - Gerbillus dongolanus (Heuglin, 1877)
  - Gerbillus dunni Thomas, 1904
  - Gerbillus floweri Thomas, 1919
  - Gerbillus gerbillus (Olivier, 1801)
  - Gerbillus gleadowi Murray, 1886
  - Gerbillus hesperinus Cabrera, 1936
  - Gerbillus hoogstraali Lay, 1975
  - Gerbillus latastei Thomas & Trouessart, 1903
  - Gerbillus nancillus Thomas & Hinton, 1923
  - Gerbillus nigeriae Thomas & Hinton, 1920
  - Gerbillus occiduus Lay, 1975
  - Gerbillus perpallidus Setzer, 1958
  - Gerbillus pulvinatus Rhoads, 1896
  - Gerbillus pyramidum Geoffroy, 1825
  - Gerbillus rosalinda St. Leger, 1929
  - Gerbillus tarabuli Thomas, 1902
- Subgénero Hendecapleura
  - Gerbillus amoenus (de Winton, 1902)
  - Gerbillus brockmani (Thomas, 1910)
  - Gerbillus famulus Yerbury & Thomas, 1895
  - Gerbillus garamantis Lataste, 1881
  - Gerbillus grobbeni Klaptocz, 1909
  - Gerbillus henleyi (de Winton, 1903)
  - Gerbillus mesopotamiae Harrison, 1956
  - Gerbillus muriculus (Thomas & Hinton, 1923)
  - Gerbillus nanus Blanford, 1875
  - Gerbillus poecilops Yerbury & Thomas, 1895
  - Gerbillus principulus (Thomas & Hinton, 1923)
  - Gerbillus pusillus Peters, 1878
  - Gerbillus syrticus Misonne, 1974
  - Gerbillus vivax (Thomas, 1902)
  - Gerbillus watersi de Winton, 1901

Algunos autores abogan por convertir al género Dipodillus en un subgénero de Gerbillus.